# خربة ماعون
خربة ماعون أو تل ماعين (خريطة SWP رقم 25)، هو موقع أثري في تلال الخليل، الضفة الغربية، بفلسطين، يرتفع 863 متر (2,831 قدم) فوق مستوى سطح البحر، حيث توجد بقايا مدينة ماعون القديمة (العبرية: מעון) وقد تم التنقيب عنها. المدينة، التي أصبحت الآن خربة، مذكورة في سفر يشوع وسفر صموئيل. وكان بها أيضًا سكان يهود خلال العصرين الروماني والبيزنطي، وتم اكتشاف كنيس يهودي هناك. تم التخلي عن الموقع في نهاية المطاف في وقت الفتح الإسلامي.
يقع الموقع على بعد حوالي 6 كيلومتر (3.7 ميل) جنوب شرق يطا. إلى الشمال مباشرة تقع قرية ماعين الصغيرة الحديثة.

## علم أصول الكلمات
الاسم العبري يكتب بشكل مختلف على النحو التالي: Horvat Ma'on، Horvat Maon، أو Hurbat Ma'on. يُستخدم تل ماعون أحيانًا أيضًا.
حُرفات، حُربات، حُربات، حُرفات هي أشكال حرفية للكلمة العبرية التي تعني "أطلال" ومكافئ مباشر للكلمة العربية " خربة". تل هي الترجمة الحرفية للكلمة العربية، وتل من الكلمة العبرية، وكلاهما يعني التل الذي تم إنشاؤه بواسطة تراكم طبقات الاستيطان.

## في المصادر القديمة

### الكتاب المقدس العبري
تم ذكر الموقع لأول مرة كواحدة من مدن يهوذا. كانت معون هي مكان ميلاد نابال الكرملي. في سفر صموئيل، تم ذكر "برية معون" كمكان لجوء لداود عندما هرب من الملك شاول. ولم يتم الإشارة إلى الموقع مرة أخرى في المصادر الكتابية.

### أواخر العصر الروماني وأوائل العصر البيزنطي
بعد تدمير الهيكل الثاني، هناك إشارة مرة أخرى إلى الموقع، عندما قيل أن رابان يوحنان بن زكاي صعد إلى معون يهوذا.
في أوائل القرن الرابع الميلادي، ذُكرت ماون في كتاب أونوماستيكون يوسابيوس بأنها "في سبط يهوذا؛ في شرق داروما ". وخلال الفترة الرومانية المتأخرة وأوائل العصر البيزنطي، أصبح مصطلح داروم أو داروما (بالعبرية والآرامية تعني "الجنوب") مصطلحًا يُستخدم للإشارة إلى تلال الخليل الجنوبية في الأدب الحاخامي وفي كتاب أونوماستيكون يوسابيوس. في ذلك الوقت، كانت جبال الخليل مقسمة ديموغرافيًا إلى منطقتين متميزتين، حيث احتفظت المنطقة الجنوبية فقط بالسكان اليهود إلى جانب منطقة مسيحية أحدث. تم التخلي عن الموقع في نهاية المطاف في وقت الفتح الإسلامي.

## علم الآثار

### فترات الاستيطان
اكتشف علماء الآثار في الموقع قطع فخارية يعود تاريخها إلى العصر البرونزي المبكر والعصر الحديدي (الفترة الإسرائيلية) بما في ذلك مقابض الجرار التي تحمل النقش العبري القديم LMLK، "للملك"، ومن الفترة الهلنستية. تم العثور أيضًا على شظايا في الموقع من العصرين الروماني والبيزنطي، وكذلك من العصور الوسطى. تم اكتشاف معاصر النبيذ والزيتون من العصرين الروماني والبيزنطي على المنحدر الغربي للتل. يعود تاريخ كنيس ماعون القديم إلى العصر البيزنطي (انظر أدناه). إن غياب الآثار المادية من أواخر القرن السابع وأوائل القرن الثامن يشير إلى هجر القرية في ذلك الوقت.

### كنيس من العصر البيزنطي
تم اكتشاف كنيس يعود تاريخه إلى العصر البيزنطي/ التلمودي في خربة ماعون. تم تمييز مرحلتين للاحتلال، تغطيان القرن الرابع/الخامس وحتى القرن السابع.

## معرض الصور

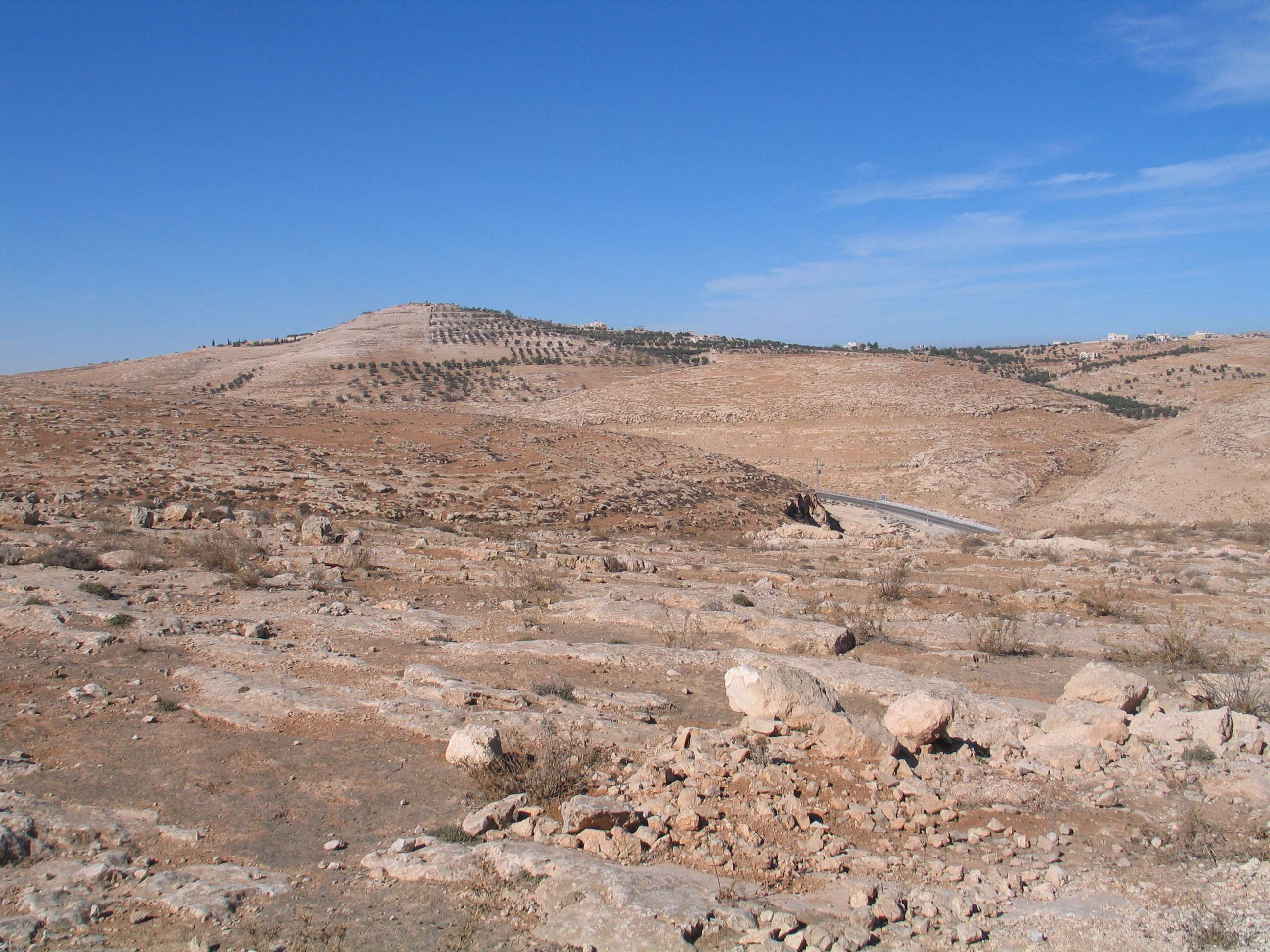
التل القديم لتل ماعون، تلال الخليل الجنوبية
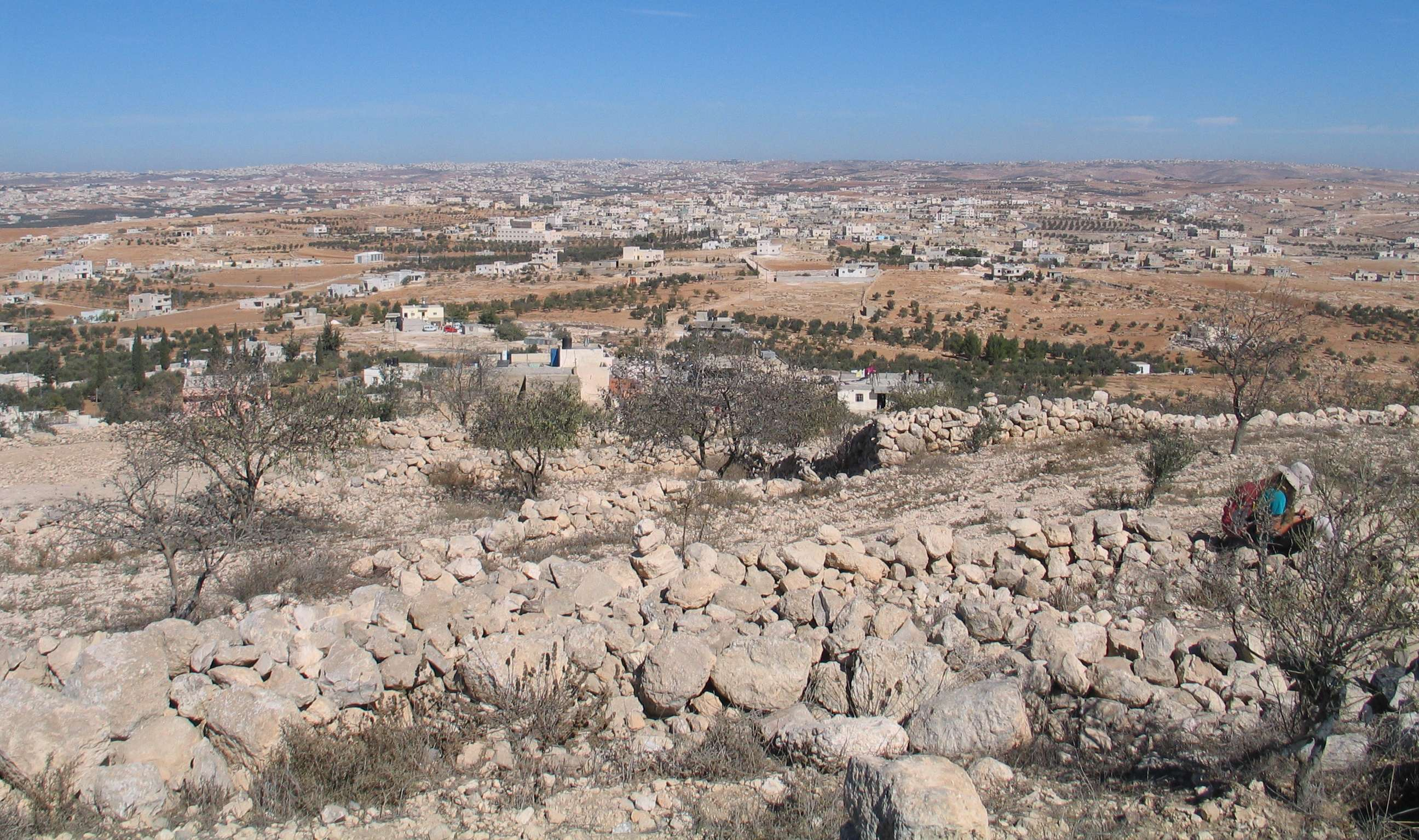
تل/خربة ماعون بالقرب من الخليل
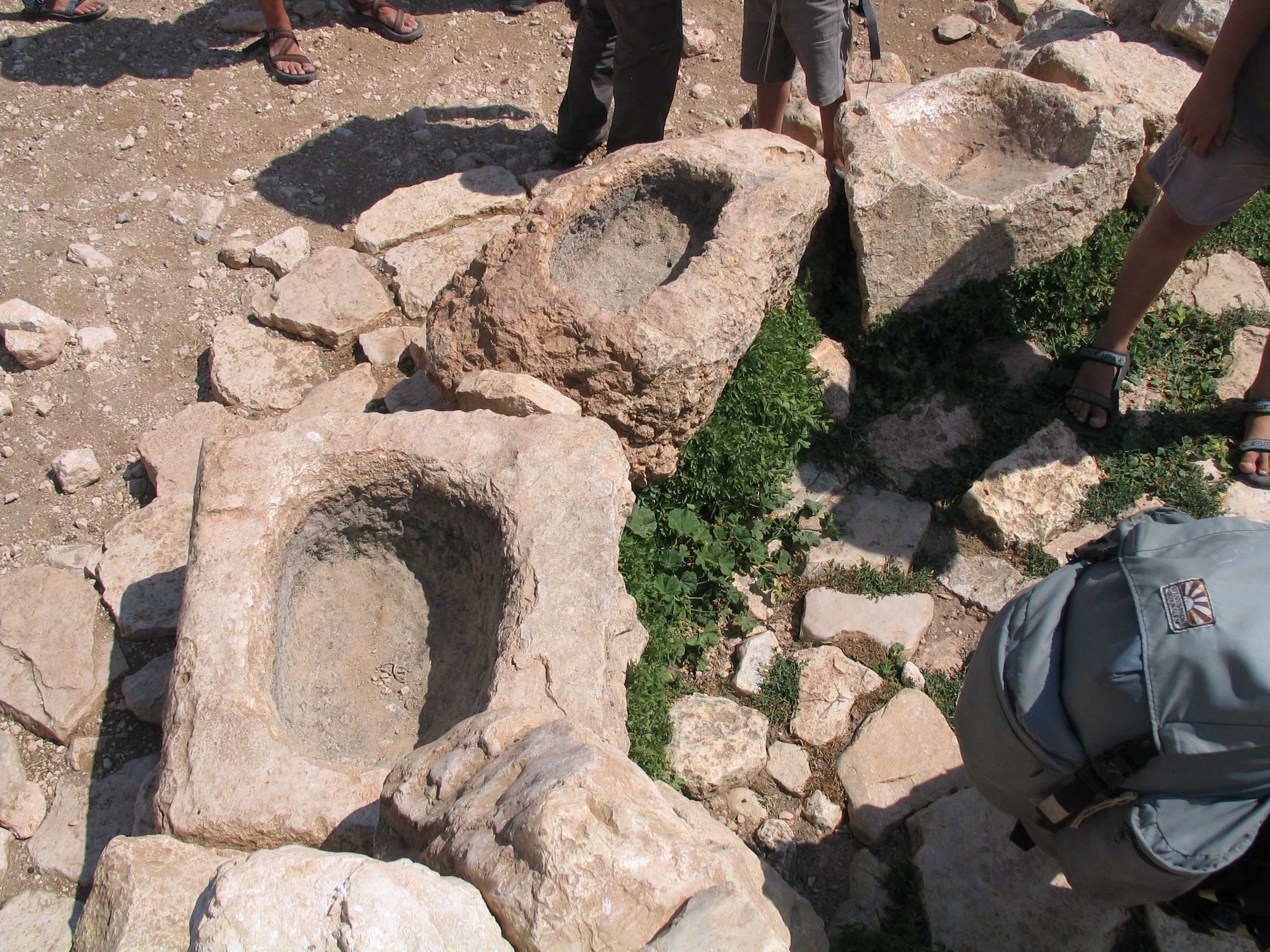
أحواض حجرية في بئر ماعون
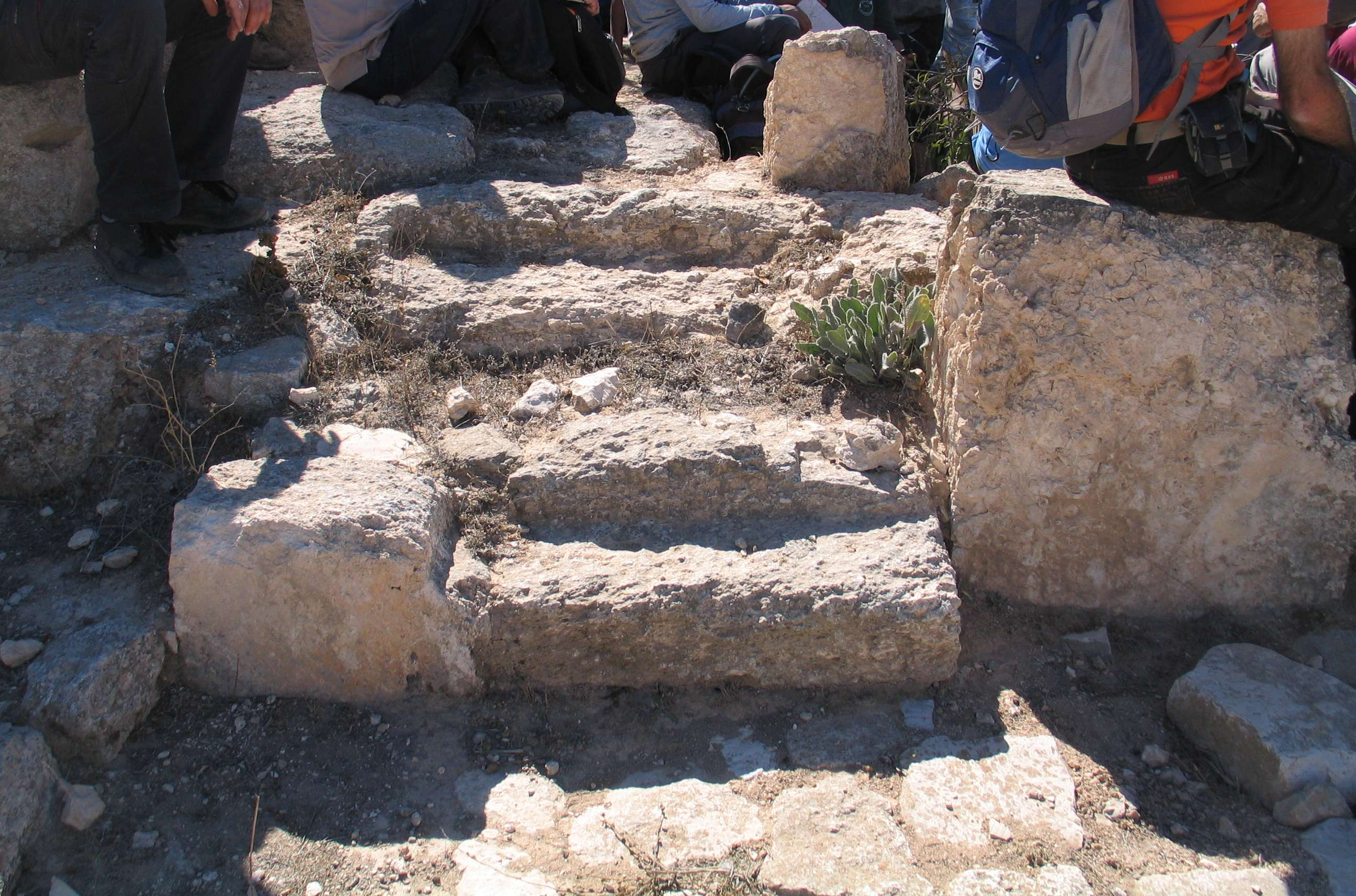
سلم
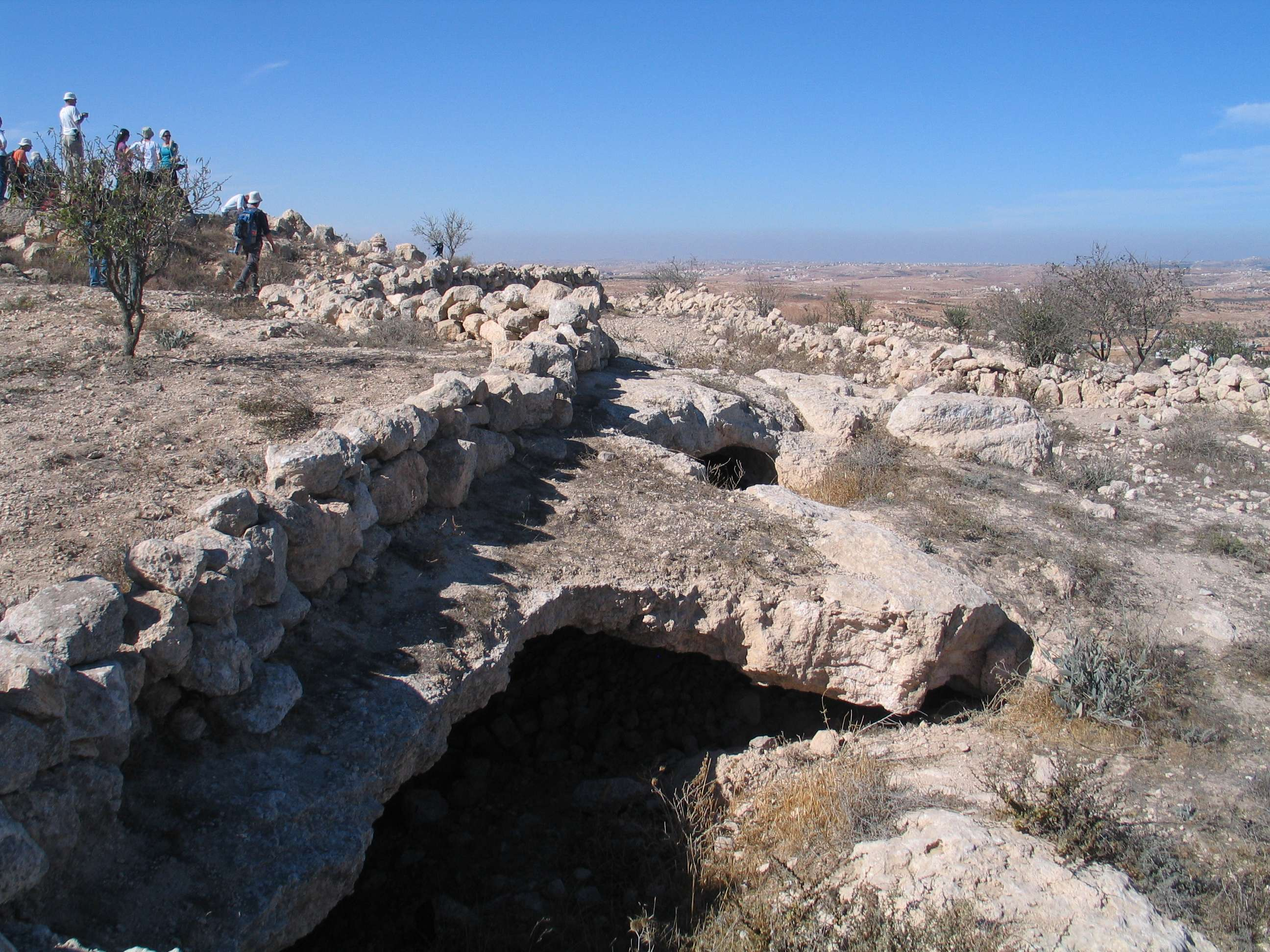
بقايا قديمة
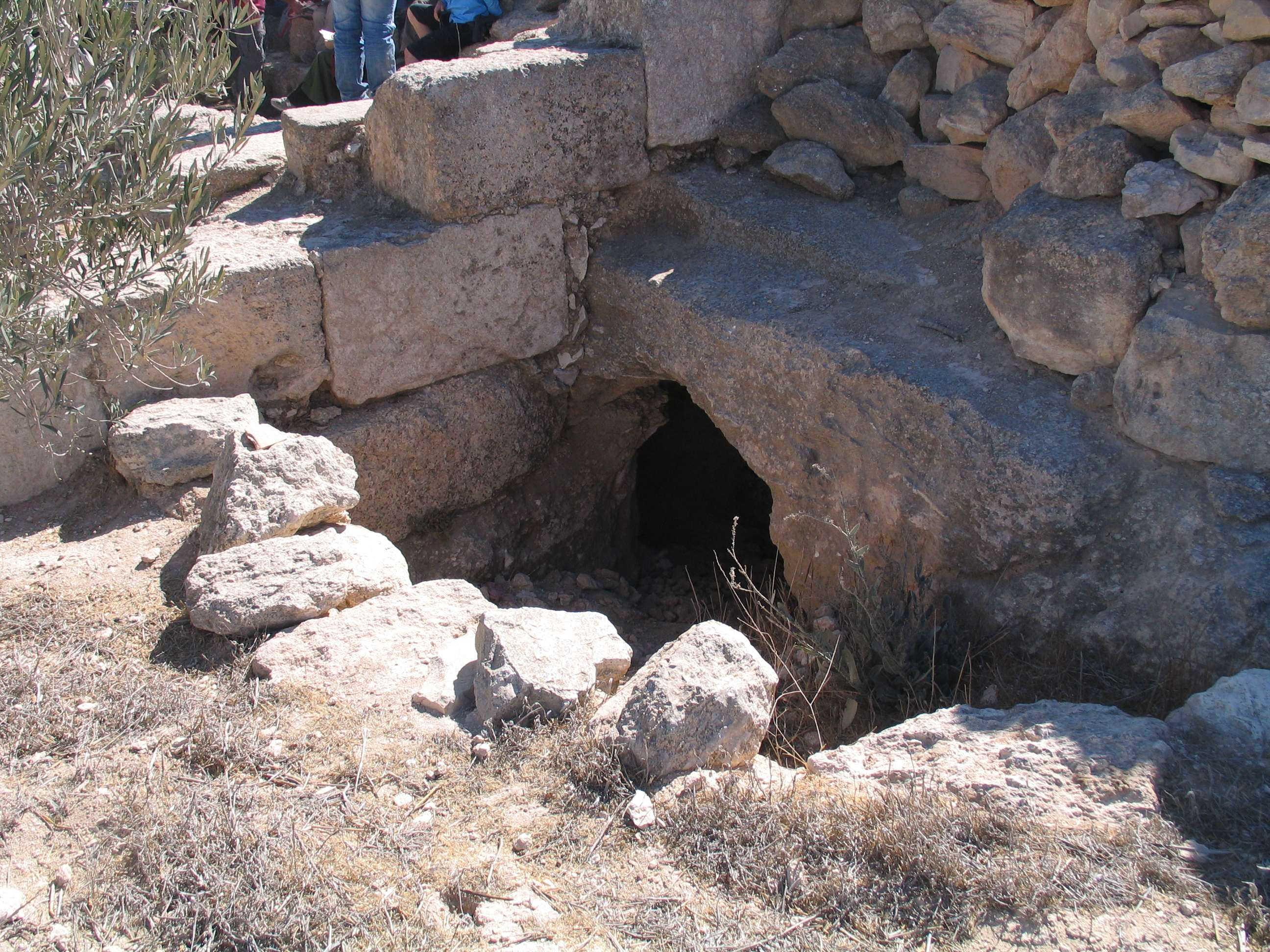
الهياكل القديمة
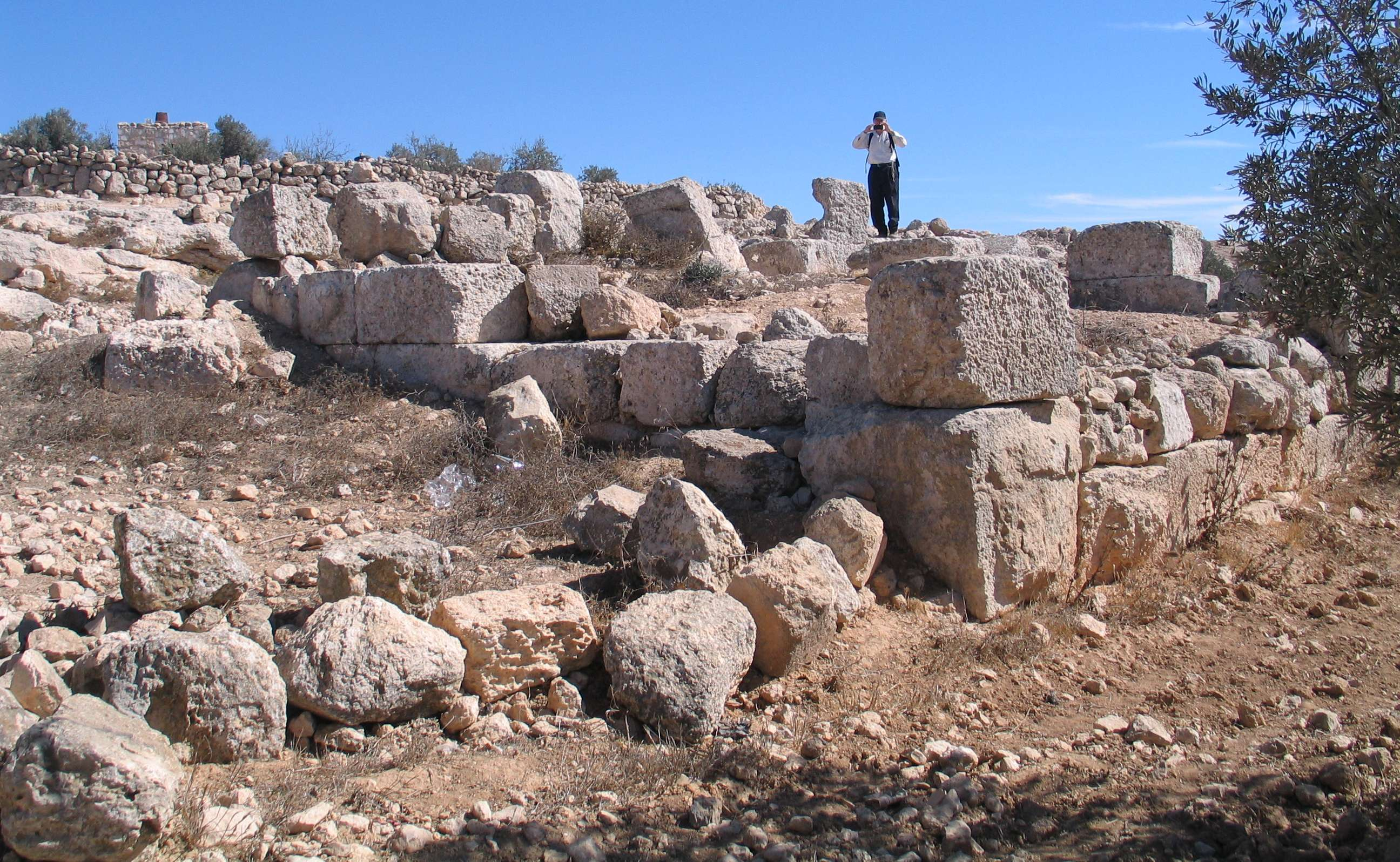
جدار قديم
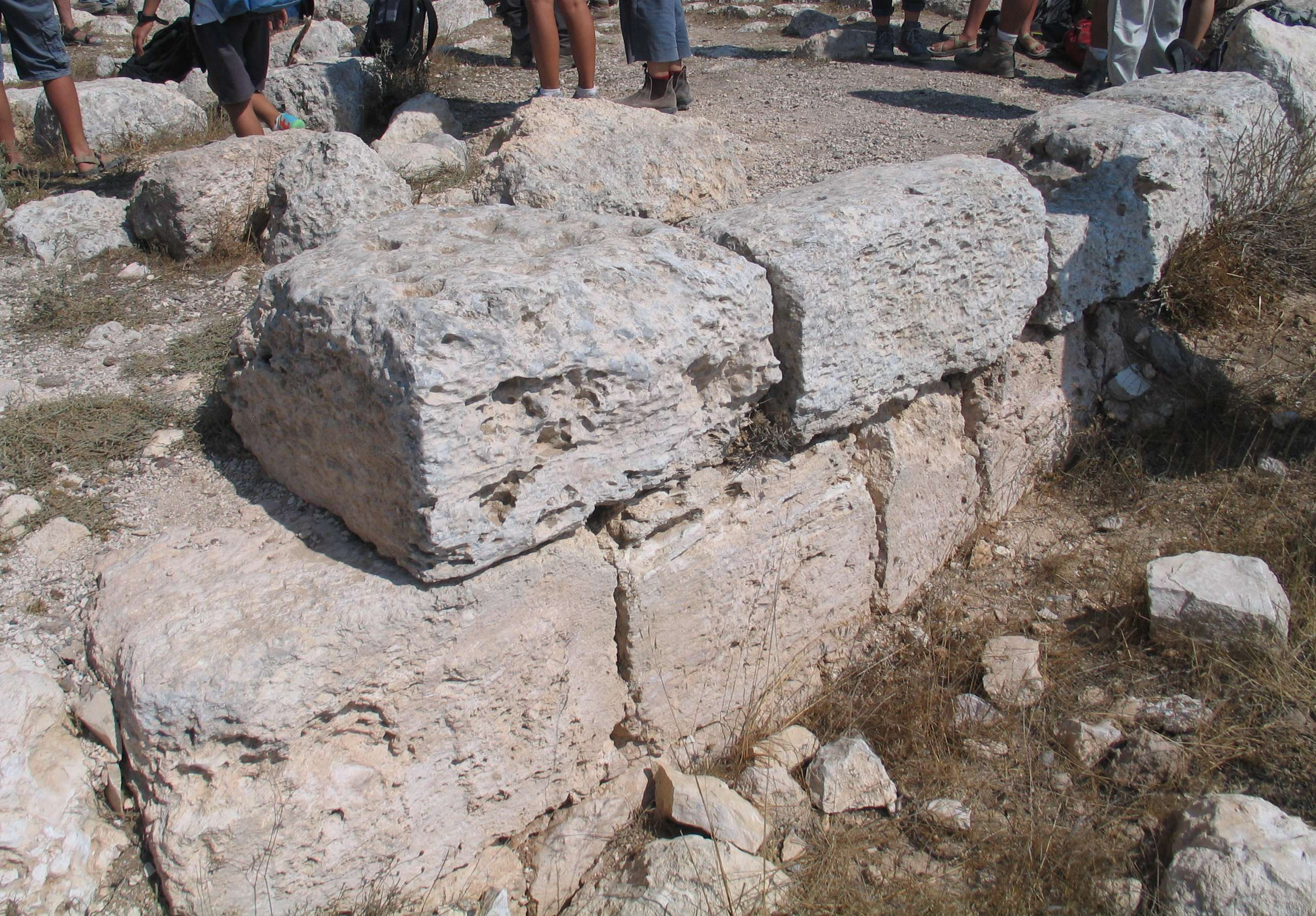
بقايا الحصن البيزنطي في خربة ماعون
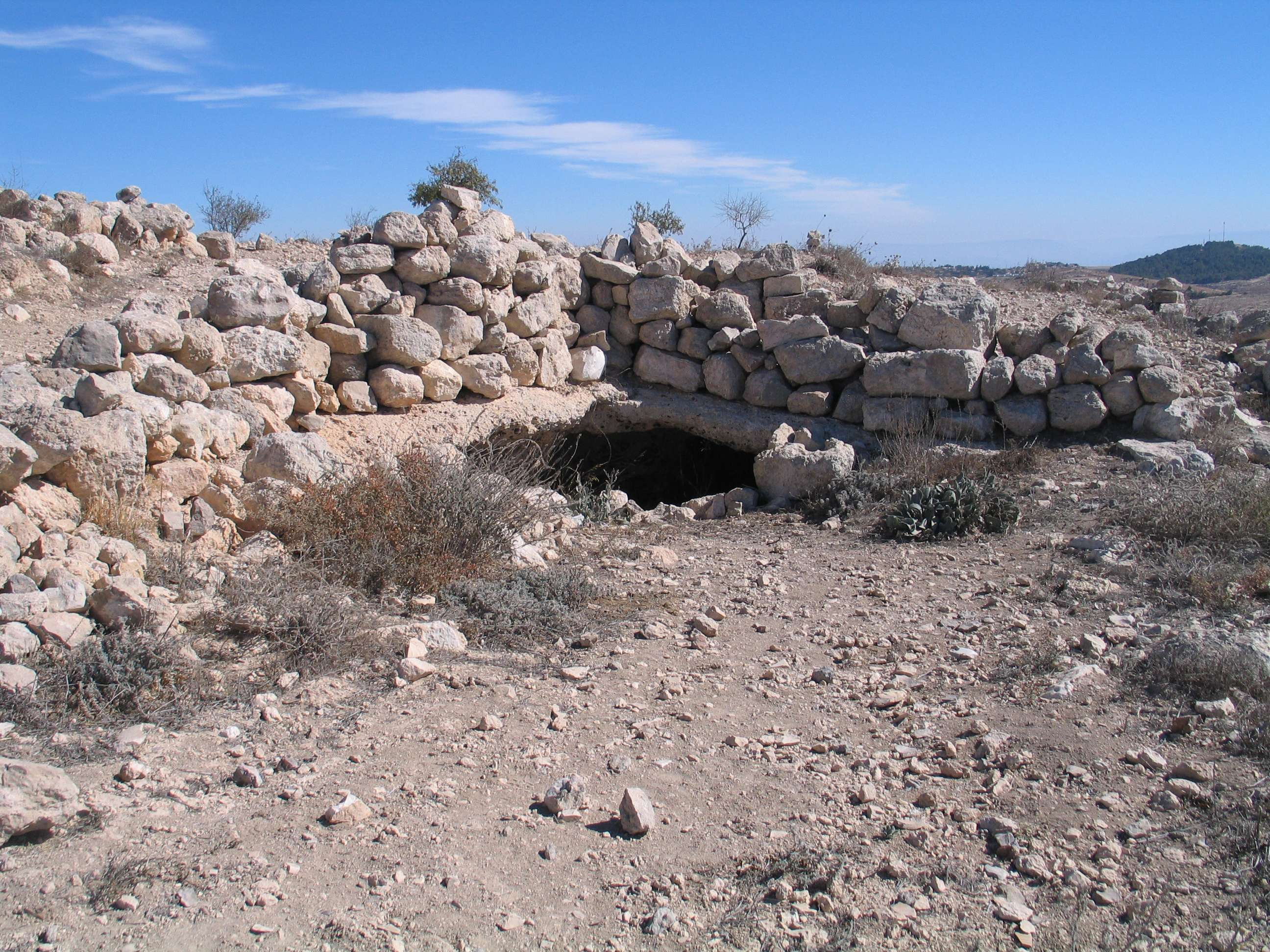
التفاصيل
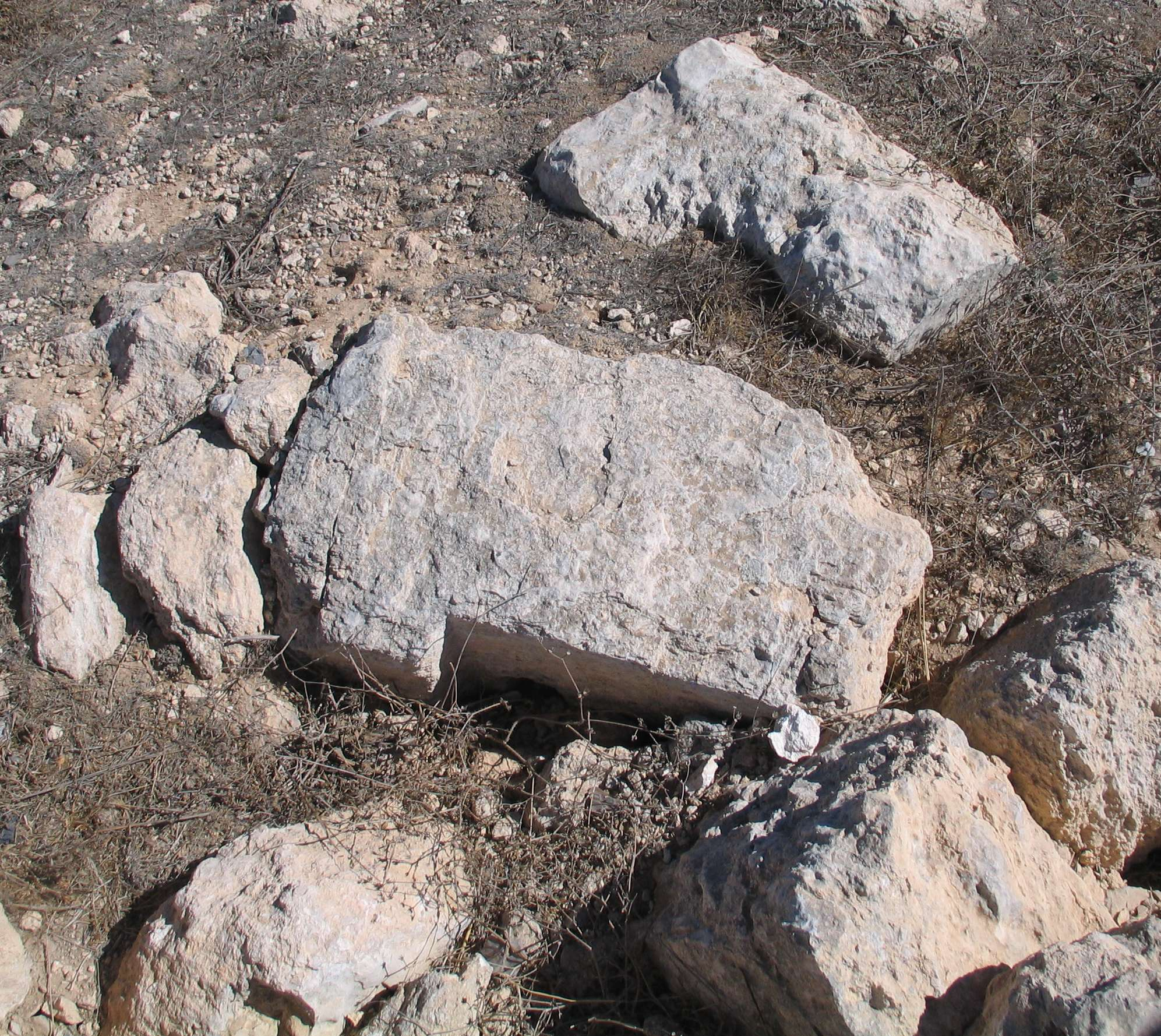
أحجار قديمة